# Kunio Katō
Ne doit pas être confondu avec Katō Kunio.
Kunio Katō (加藤 久仁生, Katō Kunio) est un réalisateur de film d'animation et illustrateur japonais né en 1977 à Kagoshima au Japon. Spécialisé dans les courts-métrages, il est surtout connu pour son œuvre La maison en petits cubes sortie en 2008, pour laquelle il est récompensé par l'Oscar du meilleur court métrage d'animation. Il a également illustré son adaptation en livre illustré, éditée en version française par les éditions nobi nobi !

## Biographie
Kunio Katō est né en 1977 dans la préfecture de Kagoshima au Japon. Il étudie les arts graphique à l'université de Beaux-Arts de Tama à Tokyo. D'abord spécialisé dans l'illustration, il s'oriente finalement vers le domaine de l'animation, après l'avoir découvert lors de sa troisième année d'études. En 2001, il rejoint le studio d'animation ROBOT où il réalise des animations publicitaires. Finalement, en 2003, il réalise son premier court-métrage.
En 2008, il réalise le court-métrage La maison en petits cubes, en collaboration avec le scénariste Kenya Hirata, pour lequel il est récompensé par l'Oscar du meilleur court métrage d'animation. La même année, il publie le livre illustré éponyme.

## Œuvre

### Court métrage d'animation
- 2000 : Robotting
- 2001 : The Apple Incident
- 2003 : Le journal de Tortov Roddle (或る旅人の日記, Aru Tabibito no Nikki?)
- 2003 : My Little Lover Fantasy
- 2004 : Aru Tabibito no Nikki - Akaimi (或る旅人の日記『赤い実』)
- Seru no koi (NHK Minna no Uta (セルの恋（NHKみんなのうた）?)[4]
- MTV Music Flower
- 2008 : La maison en petits cubes (つみきのいえ, Tsumiki no ie?)
- 2012 : Jokei (情景, litt. « Scènes ») - série de cinq courts métrages réalisés pour une exposition itinérante de l'œuvre de Kunio Katō[5],[6][réf. nécessaire].

### Livre illustré
- 2008 : La maison en petits cubes
- 2011 : Atogaki[7]

## Prix reçus
- Oscar du meilleur court-métrage d’animation pour La maison en petits cubes[3].
- Prix Sorcières 2013 pour l'adaptation en livre illustré de La maison en petits cubes[8]

## Influence
En 2015, l'écrivain chilien José Baroja a publié l'histoire El hombre del terrón de azúcar, le texte gagnant du XIIIe concours international Gonzalo Rojas Pizarro, inspiré du court métrage "Middonaitokafe" ("Le café de minuit"), inclus dans le film '' Aru tabibito no nikki (或る旅人の日記 Aru tabibito no nikki'? lit. Le journal d'un certain voyageur).